# Crioa applicata
Crioa applicata är en fjärilsart som beskrevs av Walker 1858. Crioa applicata ingår i släktet Crioa och familjen nattflyn. Inga underarter finns listade i Catalogue of Life.